# 사회변화중의 정치 질서
사회변화중의 정치 질서(Political Order in Changing Societies)는 정치 제도와 정치 체제의 변화를 다루는 새뮤얼 P. 헌팅턴(Samuel P. Huntington)의 1968년 저서이다. 헌팅턴은 이러한 변화는 정치 및 사회 체제 내에서의 긴장에 기인한다고 주장하며 현대화 이론을 비판하며 안정되고 민주적인 정치 체제를 창출하는 주요 요인인 경제적 변화와 발전에 대한 논쟁에 결함이 있다고 주장했다. 도시화, 증가 된 문맹 퇴치, 사회적 동원 및 경제 성장과 같은 다른 요소들에 초점을 맞춘 그는 이러한 요소들이 정치 발전과 유의미한 관련이 없다는 점을 강조한다. 실제로 그의 주장에서 중요한 부분은 그러한 과정이 관련되어 있지만 뚜렷하다는 점이다.
헌팅턴은 질서 그 자체가 개발 도상국에서 결정적인 목표라고 주장한다. 질서의 존재 (또는 결여)는 그 질서 유형의 문제와 혼동되어서는 안된다. (정치적 수준 - 민주주의, 권위주의, 경제적 차원 - 사회주의적, 자유 시장적 등 - 모두 ) 근대성은 안정성과 동등하지만 현대화는 실제로 도시화, 문맹 퇴치로 인한 기대치 상승, 교육 및 미디어 확산 등으로 인해 불안정의 원인이 된다.

## 영향
논란의 여지가 있는 첫 번째 출판작은 서양뿐만 아니라 중국 신보수주의 세력에 의해 선호된다. 이 책은 아시아 호랑이 경제노선을 따라 경제성장에 중요한 역할을 하고, 이 책은 중국의 독재적 모델을 밀고나가는 그들에게 강한 국가에 대한 믿음을 확인시켜주는 듯 했다. 중국 신보수주의자들은 계속해서 사무엘 헌팅턴(Samuel Huntington)과 특히 사회변화중의 정치 질서로부터 아이디어를 가져왔다.민주주의의 범위를 제한하는 것을 주창하는 외국 학자의 저서이므로 그가 말한 것이 무엇이든 간에, 그의 사상은 그들에게 있어서 가치가 있는 것으로 판단되었기 때문이다.

## 참고 문헌
1. ↑  https://www.foreignaffairs.com/reviews/capsule-review/1997-09-01/political-order-changing-societies
2. ↑  Peter Moody 2007. p.151-152.